# Equites

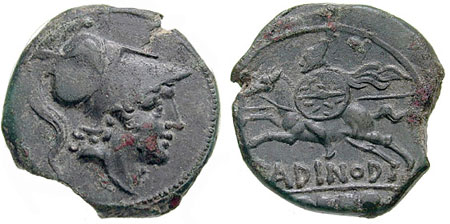
Mynt från andra puniska kriget med Mars på ena sidan och en romersk kavallerist på den andra

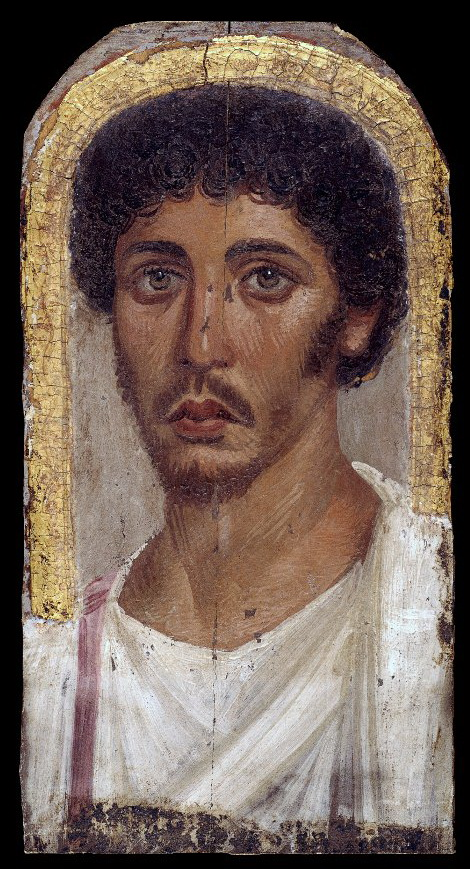
Fayyum-porträtt förställande en ung man i vit toga och den smala purpurrand (angusticlavus) som equites hade rätt att bära

Equites (plural av latinets eques, 'ryttare'), ibland översatt som 'riddare', var en samhällsklass i antikens Rom, som hade sitt ursprung i det fornromerska rytteriet vilket bestod av förmögna medborgare. Under romerska republikens sista tid utgjorde equites ett särskilt riddarstånd, en samhällsklass mellan senatorerna och resten av folket. De kan jämföras med hippeis i antikens Grekland och riddare under medeltiden. 

## Kungatidens och republikens rytteri
Ursprungligen var equites en militärisk inrättning i Rom, som tillskrivs Romulus. Denne ska nämligen ha upprättat en rytteritrupp om tre centurier, det vill säga 300 man, celeres, egentligen de snabba, tillsammans med fotfolkslegionen. Tarquinius Priscus och Servius Tullius utökade antalet centurier så att rytteriet utgjorde 1 800 man. Ryttarna erhöll medel av staten till inköp och underhåll av häst. De kallades ryttare med statshäst. De 18 ryttarcenturierna räknades till första klassen och hade 18 röster i centurieförsamlingen. För att kunna tillhöra rytteriet skulle man äga en viss förmögenhet. Tjänstetiden upphörde med det 46:e levnadsåret. Mönstring av rytteriet ägde rum vid varje census och årligen 15 juli färdades ryttarna i högtidligt tåg från trakten av Porta Capena till Capitolium. Från Camillus tid (omkring 400 f.Kr.) fanns utom de nämnda 18 ryttarcenturierna ett frivilligt rytteri, vars medlemmar hade så kallad riddarförmögenhet. De tjänade till häst utan den vanliga ersättningen av statsmedel och hade inga särskilda politiska rättigheter. Däremot åtnjöt dessa equites liksom fotfolket, sold. De sades tjäna med egen häst.
I äldre tider var de romerska ryttarna snarare ett bihang till fotfolket och tycks inte ha spelat någon betydande roll. De hade sin plats på flyglarna. Rytteriet till legionens 4 200 man fotfolk var 300, indelade i 10 turmer, varje turma i tre dekurier. Beväpningen utgjordes av mindre, rund sköld (parma), hjälm, harnesk och benskenor samt dubbelspetsad lans och ett långt svärd. De egentliga ryttarcenturiernas militära betydelse minskades efter det andra puniska kriget (218 - 201 f.Kr.). Man började då använda huvudsakligen bundsförvanter och provinsinvånare till rytteritjänst. Samtidigt ökades styrkan betydligt.

## Riddarstånd
Under republikens sista århundrade utgjorde equites ett särskilt politiskt stånd, riddarståndet eller ordo equester. Hit räknades senatorssöner som inte gjorde politisk karriär, lokala aristokrater i mindre städer och storköpmän som fanns över hela romerska imperiet. Genom sitt antal och sin förmögenhet spelade riddarståndet en viktig politisk roll, vilket märktes på deras medlemskap i jurydomstolarna 123–80 f.Kr. De var även en viktig rekryteringsbas för senaten. Förmögenhetskrav för medlemskap i ståndet var 400 000 sestercier. Equites hade vissa utmärkelsetecken, nämligen guldring och tunika med smalare purpurrand och vid högtidliga tillfällen bar de trabea, en mantel med purpurränder. Efter 67 f.Kr. hade riddaståndet särskild plats på teatern, nämligen de fjorton främsta bänkarna, närmast till orchestra (senatorernas plats).
Sullas och andra triumviratets proskriptioner decimerade riddarståndet svårt, och totalt dödades omkring 3600 equites. Under Augustus tid som ensam härskare omorganiserades ståndet och fick under kejsartiden en ny ställning, som byråkrater med en rad höga politiska karriärvägar reserverade för dem. Bland annat var ämbetena praetorianprefekt, chef för flottstationerna i Misenum och Ravenna och ståthållare i Egypten reserverade för equites.
Under 200-talet tog riddarståndet över stora delar av den politiska och militära administrationen, men förlorade inflytande under 300-talet till förmån för senatorerna.